# Giuseppe Armocida
Giuseppe Ottavio Armocida (Ispra, 22 settembre 1946) è uno storico e medico italiano. Figura di rilievo della storia della medicina, è stato per oltre vent'anni Presidente della Società Italiana di Storia della Medicina.

## Carriera professionale e scientifica
Dopo la laurea in Medicina presso l'Università degli Studi di Pavia, e le specializzazioni in psichiatria e medicina legale, Armocida si è occupato fin da giovane di storia della medicina sotto la guida del suo maestro, Bruno Zanobio.
Nel 1996, succede a Enrico Coturri alla presidenza della Società Italiana di Storia della Medicina. Guiderà la Società per vent'anni, fino al 2016, quando lascia la presidenza ad Adelfio Elio Cardinale.
Profondo studioso anche della storia locale, dal 1995 presiede la Società Storica Varesina.
È stato professore ordinario di storia della medicina nell'Università dell'Insubria, dove ha anche diretto il Dipartimento di Medicina e Sanità Pubblica.

## Alcune pubblicazioni
- Storia della medicina dal XVII al XX secolo, Jaca Book, Milano 1993, pp. 79
- (con Bruno Zanobio), Storia della medicina, II ed. aggiornata, Masson, Milano 2002, pp. 337
- Il primo insegnamento universitario italiano di medicina legale e polizia medica: uno sguardo su duecento anni di storia della scuola medico legale di Pavia, Cardano, Pavia 2003, pp. 211
- Ispra e Barza: una lunga storia sul lago Maggiore, Comune di Ispra, Ispra 2009, pp. 509
- Intorno alle regate dei Mazzarditi: piccole storie del lago Maggiore, Macchione, Varese 2009, pp. 70
- Donne naturalmente: discussioni scientifiche ottocentesche intorno alle naturali disuguaglianze tra maschi e femmine, Franco Angeli, Milano 2011, pp. 127
- (con Gaetana Silvia Rigo), Dove mi ammalavo: la geografia medica nel pensiero scientifico del 19º secolo, Mimesis, Milano 2013, pp.  171
- (con Ilaria Gorini), Di buoni costumi. Ragionamenti storico-medici intorno all'eros, Jouvence, Sesto San Giovanni 2018, pp. 142